# Суперінтендант Баттл
Суперінтендант Баттл (англ. Superintendent Battle) — герой романів англійської  письменниці Агати Крісті. Він з'являвся в деяких романах. Інспекторові Баттлу доручали складні справи, в основному зв'язані із усякими організаціями (наприклад, «Сім циферблатів», «Братерство багряної руки»). Суперінтендант Баттл дуже культурний у спілкуванні з громадянами. Це його відрізняє від реальних англійських поліцейських. На відміну від інших героїв Крісті, інспектор Баттл працює в поліції й сумлінно виконує свій обов’язок. Баттл чимсь схожий на інспектора Джеппа. Він з'являється в наступних романах:
- «Таємниця замку Чимніз» (The Secret of Chimneys, 1925)
- «Таємниця семи циферблатів» (The Seven Dials Mystery, 1929)
- «Карти на стіл» (Cards on the Table, 1936) - Разом з Еркюлем Пуаро, Аріадною Олівер і полковником Рейсом.
- «Убити легко» (Murder is easy, 1939)
- «Година нуль» (Towards Zero, 1944)

У романі «Годинник» разом з Еркюлем Пуаро розслідування веде син інспектора Баттла.